# Проходження Венери (фільм)
«Прохо́дження Вене́ри» (фр. Passage de Vénus) — серія чорно-білих фотографій проходження Венери через диск Сонця 1874 року. Хронофотографічна серія, що складається з 48 знімків, знята 8 грудня 1874 року в Японії французьким астрономом П'єром Жансеном за допомогою винайденого ним «фотографічного револьвера».

## Історія створення
Французький астроном П'єр Жансен найбільш відомий тим, що 1868 року під час спостережень повного сонячного затемнення в Індії за допомогою спектроскопа в спектрі сонячного випромінювання (незалежно від Джозефа Лок'єра) виявив нову яскраво-жовту спектральну лінію, яку не можна було віднести до жодного з відомих на той час хімічних елементів. Згодом цей нововідкритий елемент назвали гелій. Пізніше Жансен став директором Медонської обсерваторії й активно застосовував для астрономічних спостережень фотографію, яку він називав «зором вченого».

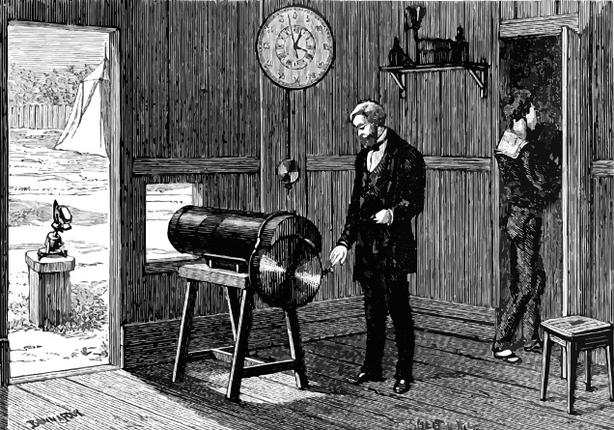
Фотографічний револьвер П'єра Жансена. Ілюстрація з журналу La Nature (1875)

## Фотографічний револьвер
Для своїх досліджень Жансен використовував фотографічний револьвер, створений за допомоги французького винахідника Антуана Редьє.
Експерименти з «фотографічним револьвером» є одними з перших прикладів отримання рухомих зображень (нарівні з дослідами з фенакістископом і зоопраксископом). Сам апарат створений на основі фенакістископа Жозефа Плато з використанням принципу роботи револьвера «кольт». Вперше його продемонстровано 1873 року у Французькій академії наук. «Револьвер», за словами Жансена, мав наукову мету: полегшити спостереження за астрономічними об'єктами за допомогою хронофотографії, яку вважають одним із проміжних етапів у процесі створення сучасного кінематографа, який дозволив зрозуміти основні принципи запису рухомого зображення. В цей період вчені багатьох країн намагалися впровадити фото-кінотехніку в процес наукових досліджень. Прикладами цього є також «фотодром» Едварда Мейбріджа (починаючи від 1872 року) і «кінетоскоп» Томаса Едісона (1893). На основі винаходу Жансена французький фізіолог і один з попередників кінематографа Етьєн-Жуль Маре сконструював свою фоторушницю.
За словами історика кіно Жоржа Садуля, «револьвер» Жансена за своїми розмірами швидше був схожий на гаубицю, а «ствол» цієї «мирної зброї» мав об'єктив з герметично закритим барабаном, що являв собою камеру-обскуру. В цьому оптичному пристрої годинниковий механізм приводив у рух встановлену на вісь фотографічну пластину. Ця пластина, виготовлена за системою Луї Дагера, рухалася із зупинками, інтервал яких становив 60 секунд, під час яких щілина збігалася з окуляром і на платівку передавалося зображення.

## Знімання
У складі експедиції Жансен застосовував свій метод для проведення спостережень 8 грудня 1874 року в Японії під час проходження (транзиту) планети Венери через диск Сонця. Цей різновид астрономічного проходження є одним з найрідкісніших серед передбачуваних астрономічних явищ (відбувається чотири рази за 243 роки). Дослідження, що проводяться під час транзиту Венери до настання епохи підкорення космосу, дозволили уточнити відстань від Землі до Сонця (астрономічна одиниця) методом паралаксу й отримати перші дані про атмосферу Венери. 1874 року для спостереження за транзитом Венери з метою уточнення відстані від Землі до Сонця було надіслано кілька експедицій у різні частини світу. Обладнання для фіксації цієї події французький астроном готував два роки, а його друга версія могла відобразити 48 зображень за 72 секунди, що дозволило йому зробити необхідні знімки Венери. Отримані фотографії допомогли довести астроному свою теорію про те, що сонячна корона є характеристикою Сонця, а не оптичним ефектом, що виникає під час спостережень світила через атмосферу Землі. Власне «фільм» складається зі 48 фотографій і триває близько 5 секунд.

## Дослідження матеріалу
За словами Садуля, попри те, що цей метод надав можливість провести в Японії знімання проходження Венери через диск Сонця, він був далекий від досконалості, а отримані кадри надалі потрібно було перемальовувати і знову перефотографувати, щоб вони стали помітними. Дослідження збереженого матеріалу в 2005 році показало, що всі збережені пластини, зроблені за допомогою фотографічного револьвера, є тестовими, зробленими за допомогою моделі, і що жодна з багатьох пластин, успішно експонованих під час затемнення, мабуть, не збереглася.
«Проходження Венери» є найстарішим фільмом у найбільшій базі даних вебсайту про кінематограф — IMDb і найстарішим в Letterboxd.